# اینزورت کورنر (کالیفرنیا)
اینزورت کورنر (به انگلیسی: Ainsworth Corner) یک منطقهٔ مسکونی در ایالات متحده آمریکا است که در کالیفرنیا واقع شده‌است.